# Heavy Nova (videojuego)
Heavy Nova (ヘビーノバ?) es un videojuego del año 1991 desarrollado por Holocronet para Sega CD, Sega Genesis, y X68000 que combina elementos de juego de lucha con elementos de juego de plataformas. Los personajes asumen el rol de un operador de robot con el objetivo de alcanzar el mayor rango posible. Para ello el robot - conocido en el juego como Heavy DOLL - debe completar un campo de entrenamiento que da lugar a etapas de plataformas en dos dimensiones. A continuación, el jugador debe combatir a otros Heavy DOLL como jefes del nivel final, lo que da lugar a los elementos de lucha en 2D. En 1992 se lanzó una secuela, Black Hole Assault; es un juego de lucha a diferencia de su predecesor.

## Trama
En algún momento del futuro de la Tierra, la humanidad se dio cuenta de que los recursos naturales de la Tierra estaban empezando a disminuir, pero a pesar de los intentos de todas las naciones, el medio ambiente y los recursos de la Tierra seguían siendo escasos. De repente, una raza extraterrestre apareció en el sistema solar. Originarios del planeta Akirov, los extraterrestres habían estado observando la Tierra durante siglos y llegaron para salvarla. Con su ayuda tecnológica, el medio ambiente de la Tierra se recuperó y los humanos pudieron viajar más profundamente en el espacio. En el año 2102, la humanidad finalmente estaba en paz gracias a los Akirovianos.
Diez años después, se descubrió que un complot para esclavizar a la humanidad era parte de los planes de los Akirovianos y se libró una guerra entre ambos. Ocho años después, los akirovianos perdieron y abandonaron el sistema solar. Las máquinas principales para la victoria de la Tierra provienen de máquinas originales diseñadas por los Akirovianos: robots gigantes controlados a distancia utilizados por primera vez para diseñar y reparar las estructuras de los satélites y colonias de la Tierra. Los robots fueron favorecidos como la principal línea de defensa de la Tierra y fueron apodados Heavy DOLL's (Defensive Offensive Lethal Liberator).
Ahora, en el año 2120, la perspectiva de obtener el rango de combate más alto para un Heavy DOLL, el rango de Heavy Nova, se ha convertido en un rango militar largamente deseado. El jugador asume el papel de una persona que intenta obtener ese rango y debe pasar por situaciones de entrenamiento y combate para demostrar sus habilidades.

## Jugabilidad
El modo de un jugador de Heavy Nova se divide en dos secciones: una sección de juego de plataformas y una sección de juego de lucha . El jugador tiene que destruir todos los robots enemigos posibles en las secciones de plataformas y llegar al final para luchar contra el jefe que los espera. El jugador tiene varios ataques a su disposición, la mayoría de los cuales puede usar durante el combate con los jefes en las etapas del juego de lucha. Durante las peleas contra los jefes, el jugador tiene que derrotarlo usando varios ataques y habilidades especiales que va desbloqueando a medida que completa los niveles Sin embargo, ambos robots Heavy DOLL, el jugador y el enemigo, tienen una barra de energía debajo de su medidor de salud; la barra de energía mide cuánta fuerza tiene el jugador o el enemigo para mover su robot. Recibir demasiado daño provoca un agotamiento de energía. Cuando la energía del jugador se agota a dos barras, el robot del jugador no puede moverse, lo que deja al jugador completamente vulnerable a los ataques enemigos.
Alternativamente, el modo de 2 jugadores enfrenta a dos jugadores entre sí utilizando todos los modelos de robots enemigos encontrados en el juego.

## Recepción
Heavy Nova recibió críticas muy malas. Mega dijo: "robots mal animados, música espantosa y controles terriblemente insensibles son tan divertidos como colorear cada cuadrado en una hoja de papel cuadriculado con un bolígrafo diferente... con dolor de cabeza... escuchando a Max Bygraves". Mark Bussler de Classic Game Room elogió su escena de introducción, pero lo llamó "posiblemente el peor videojuego que he jugado", criticando los controles torpes, el diseño de niveles poco inspirado y la detección de colisiones defectuosa que convierte las peleas con jefes en una cuestión de "simplemente machacar botones y esperar lo mejor". 
Entertainment Weekly le dio al juego una calificación de D+ y escribió que "el héroe robot de acero inoxidable de Heavy Nova, que camina a pasos altos, puede tener un cierto atractivo estrafalario (si Michael Jackson fuera Terminator, así es como luciría su esqueleto), pero también tiene los movimientos más pesados y difíciles de dominar de este lado de un torneo de tai chi . Oponentes igualmente lánguidos y secuencias de acción descaradamente mínimas hacen de este juego el correctivo perfecto para la intoxicación aguda por cafeína". 